# Динка
Ди́нка (самоназва — дженґ) — нілотський народ у Південному Судані (Східна Африка).

## Територія проживання і чисельність

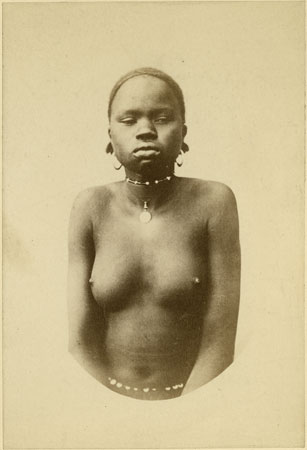
Дівчина динка, фото Ріхарда Бухти (Richard Buchta), 1877—80

Представники народу динка проживають у центрі Південного Судану на лівому березі Білого Нілу, нижче злиття річок Ель-Газаль і Собат, а також у деяких районах верхів'їв річок Ель-Араб і Джур.
Загальна чисельність — бл. 2,5 млн осіб (дані Народи світу 1988).
Після відкоремлення Південного Судану від Судану з утворенням незалежної держави (липень 2011 року) динка, чисельність яких у метрополії становила приблизно 1/10 від її населення, стали фактично провідним етносом новоутвореної держави. Також саме динка за етнічною приналежністю була більшість з партизанів, які довгі роки вели сепаратистську боротьбу з офіційним Хартумом. До динка належить і перший президент Південного Судану Салва Киїр.

## Антропологія, мова і релігія
Люди динка належать до негрської раси великої негроїдної раси.
Динка розмовляють мовою динка (тонґдженґ), яка належить до нілотського відгалуження кір-аббайської мовної родини східно-суданської надродини ніло-сахарської макросім'ї мов.
Мова динка має доволі значне діалектне членування, серед осовних діалектів — паданґ, бор, аґар, рек тощо.
За віросповіданням більшість динка лишаються прибічниками традиційних культів, втім значний вплив має також і суністський іслам, частково принесене колоністами християнство, зокрема католицтво і протестантство.

## Господарство і суспільство

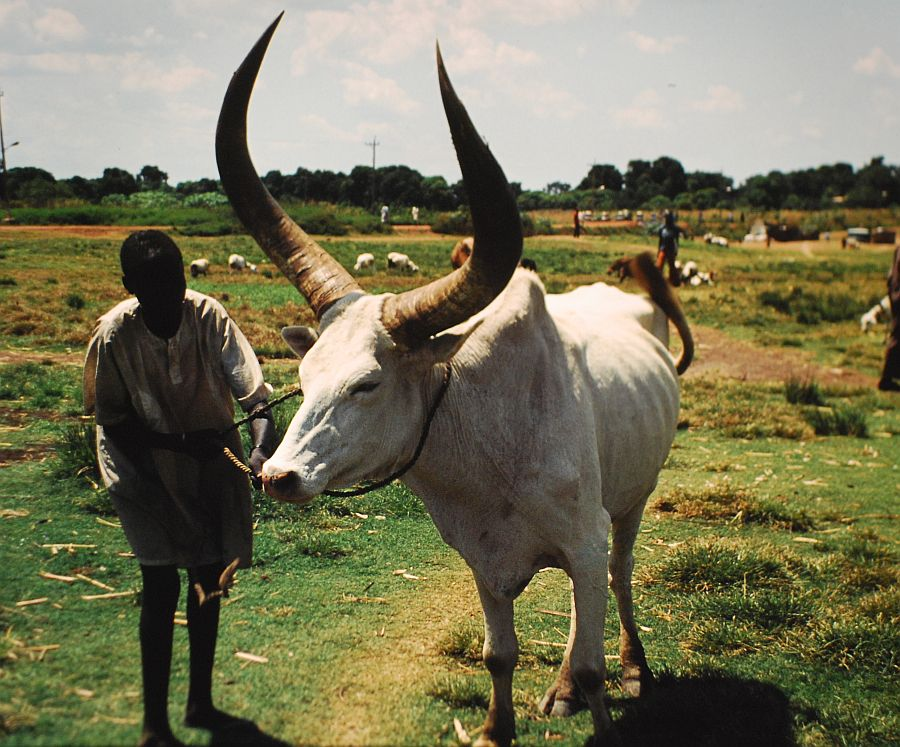
Селянин-динка із зебу

Основне традиційне заняття — відгонне скотарство (велика рогата худоба, переважно білий зебу, вівці, кози). Набуло розвитку також ручне тропічне землеробство (просо, елевсина, сорго, кукурудза, бобові, гарбузи). Поширені також товарні культури — бавовник і тютюн. У теперішній час частина динка працює за наймом на плантаціях і промислових підприємствах.
Традиційні ремесла — ковальство (в минулому виплавка заліза), вичинка шкір, гончарство (виготовлення кераміки, зокрема, чорноглиняних видовжених посудин для рідин).
Велике значення в суспільстві динка відігравала сільська община. Характерним є також розподіл на вікові класи.

## Культура

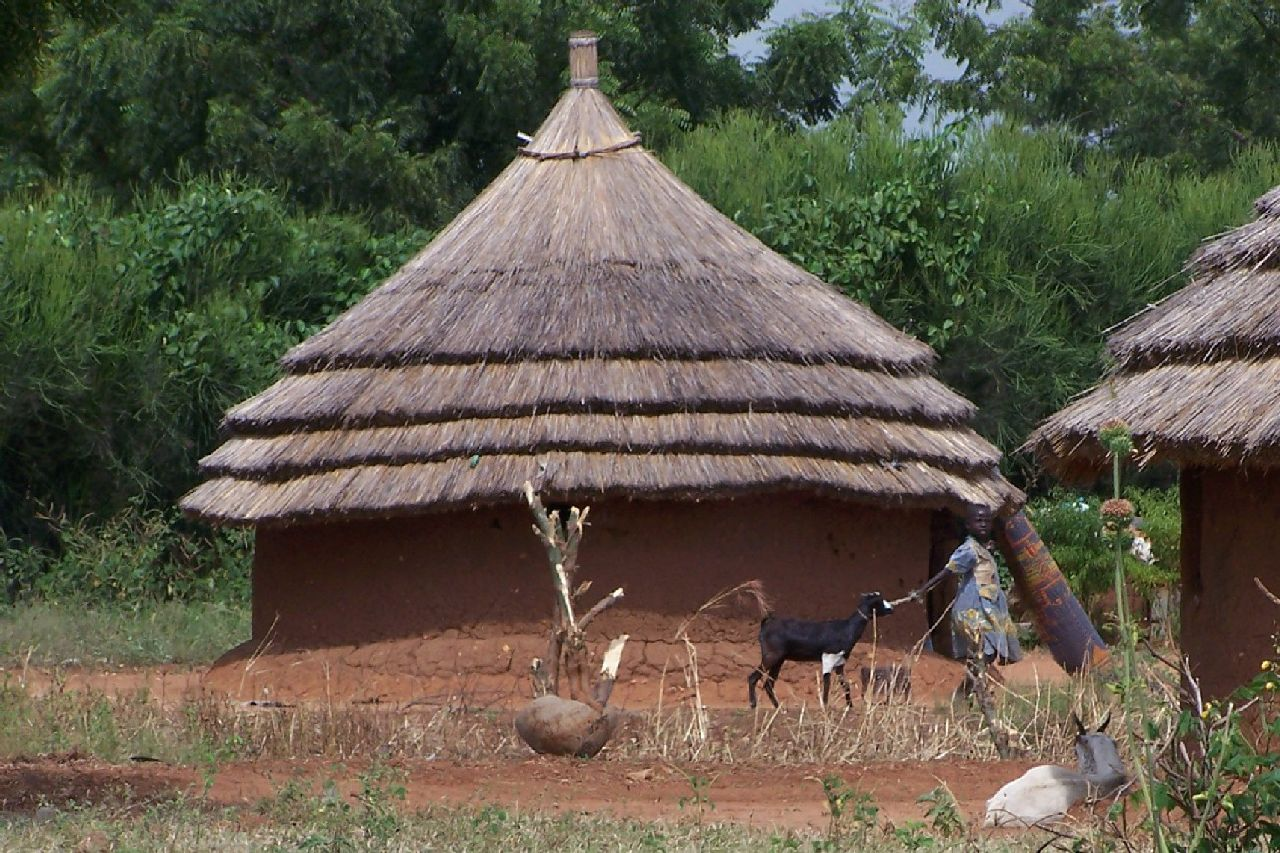
Хатина тукуль у місті Джуба

Поселення динка — розкиданого планування, часто розташовані на схилах пагорбів.
Житло — кругла каркасова (з тонких жердин, вкритих поярусно соломою) хатина (тукуль) з глинобитними стінами без вікон і з конічним дахом, що спирається на стовпи в осередді хатини. Характерними є глиняні комори-зерносховища на дерев'яних «ніжках».
Одяг чоловіків складається з відрізу тканини, зав'язаного вузлом на лівому плечі. Жінки в минулому носили короткі шкіряні фартухи напереду і позаду, тепер — довгі вільні сорочки, за прикраси правили браслети зі слонячої кістки, міді, дерева; традиційний святковий головний убір — з глини, кізяків і попелу.
Основа раціону — молоко (часом змішане з кров'ю), масло, страви з проса, бобових, кукурудзи та овочів.
Вірування динка включали культ предків і культи сил природи, а також пережитки тотемізму. Головними божествами у міфології динка вважались бог-уособлення дощу Денґдіт (досл. «великий дощ, злива») і верховний бог-небожитель Н'яліч (досл. «(там) нагорі»). Богиня Абук пошановується як перша міфічна жінка, «абук» є поширеним жіночим ім'ям серед динка. Зберігається епос, музичний і усний фольклор.